# Winterlinde am Friedhof

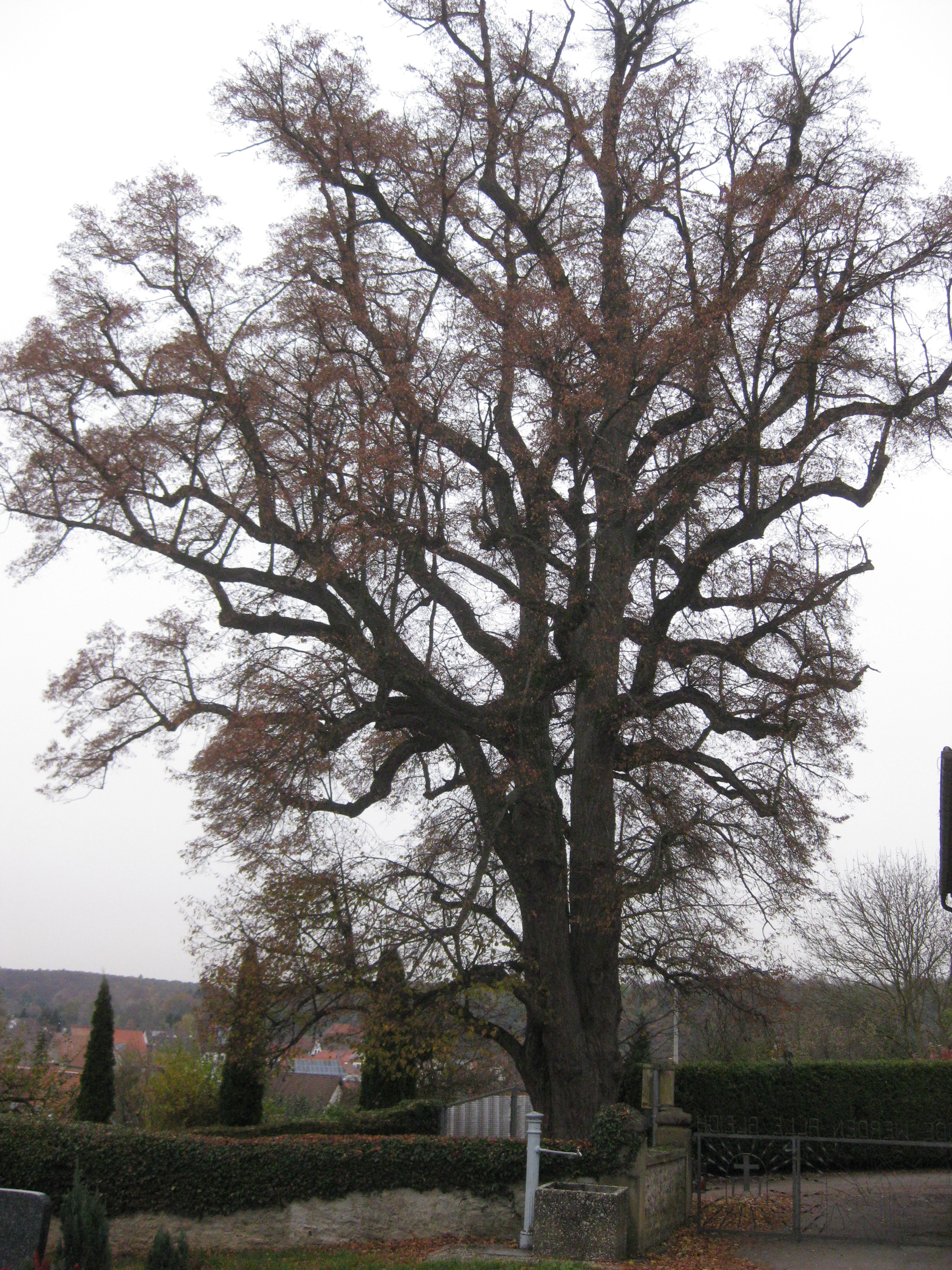
Winterlinde am Friedhof 2016

Die Winterlinde am Friedhof war ein als Naturdenkmal ausgewiesenes Exemplar einer Winterlinde in Eschelbronn, einer Gemeinde im Rhein-Neckar-Kreis im nördlichen Baden-Württemberg. Sie befand sich an der Bergstraße neben der Leichenhalle des Eschelbronner Friedhofs.
Am 26. Februar 2004 wurde der Baum wegen seines ortsbildprägenden Charakters und seiner Bedeutung für die Landeskultur unter Denkmalschutz gestellt (Schutzgebiets-Nummer: 82260200002). Am Bettweg befand sich mit der Alten Linde bis April 2025 ebenfalls eine als Naturdenkmal ausgewiesene Winterlinde, die vermutlich zeitgleich gepflanzt wurde.
Der Baum wurde laut Eschelbronner Ortschronik um 1850 von dem Urgroßvater des Landwirts Emil Hauck aus der Oberstraße gepflanzt und wurde demnach ungefähr 170 Jahre alt. Der zertifizierte Baumkontrolleur, der im Oktober 2019 mit der Fällung des Baums beauftragt war, schätzte das Alter allerdings auf lediglich 90 bis 120 Jahre. Einer Interpretation nach, sei der Baum am Eingangsbereich des Friedhofs als Symbol für „eine Begegnungsstätte der Ruhe, Besinnlichkeit und des Friedens“ gepflanzt worden.

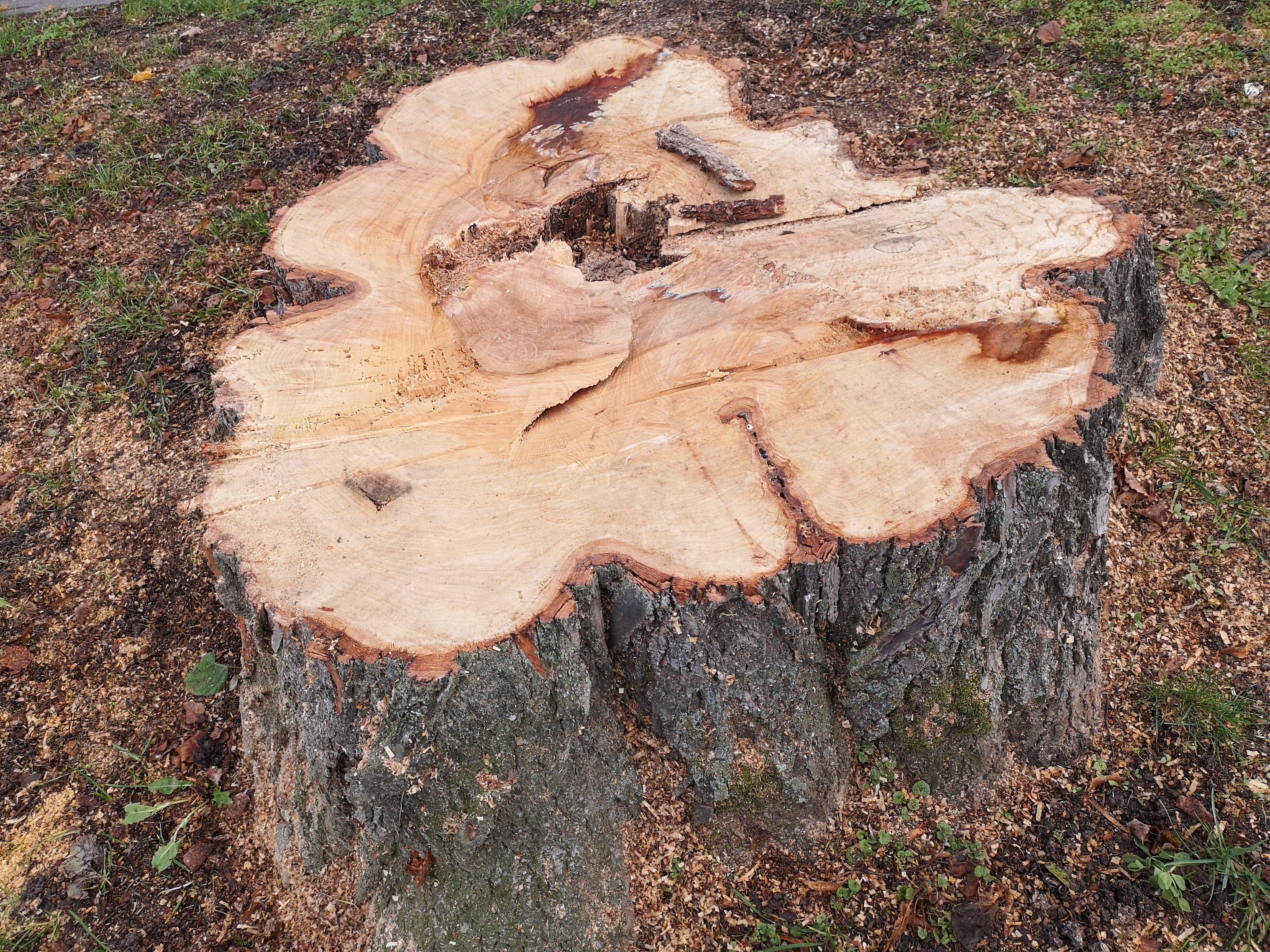
Baumstumpf der Linde einige Tage nach der Fällung

Der Baum litt 2019 unter einem Brandkrustenpilzbefall, der Fäule am unteren Stammbereich und der Wurzel verursacht, wie ein von dem Regierungspräsidium beauftragter Sachverständiger diagnostizierte.  Zunächst gab es den Versuch, die Krone des Baumes mit Stahlseilen zu sichern. Der Baum wurde jedoch, insbesondere im Hinblick auf die in den anstehenden Herbst- und Wintermonaten zu erwartenden Stürme und Schneefälle, als Risiko für die Verkehrssicherheit eingestuft und im Oktober 2019 gefällt, indem er stückweise von oben nach unten zersägt und abgetragen wurde. Ein ortsansässiger Drechsler erhielt zwei nicht von der Fäule betroffene Stücke einer Astgabel des Baumes, um daraus Kunstobjekte herzustellen und diese im Schreinermuseum der Gemeinde auszustellen.
Im Eschelbronner Gemeinderat wurde über einen Ersatz für die gefällte Linde diskutiert.

## Erzählungen
Einer Erzählung zufolge soll eine Gruppe japanischer Besucher vor dem Baum in deutscher Sprache das Lied Am Brunnen vor dem Tore (Der Lindenbaum) gesungen haben.